# Festuca nardifolia
Festuca nardifolia är en gräsart som beskrevs av August Heinrich Rudolf Grisebach. Festuca nardifolia ingår i släktet svinglar, och familjen gräs. Inga underarter finns listade i Catalogue of Life.